# Limnos
Limnos (gr. Λήμνος, dawniej także Lemnos) – górzysta wyspa grecka, położona na Morzu Egejskim, w administracji zdecentralizowanej Wyspy Egejskie, w regionie Wyspy Egejskie Północne, w jednostce regionalnej Limnos, w gminie Limnos. Ma powierzchnię 476 km² oraz ok. 17.000 mieszkańców (2011). Główne gałęzie gospodarki Limnos to turystyka, uprawa winorośli, owoców i warzyw. Na wyspie istnieje grecka baza wojskowa.
Na Limnos odnaleziono stelę kamienną z VI wieku p.n.e. z napisem w starożytnym języku lemnijskim pierwotnych mieszkańców wyspy, przypuszczalnie spokrewnionym z językiem etruskim.
Wyspa wspomniana w mitologii greckiej jako rezydencja boga Hefajstosa (tam upadł, wyrzucony z Olimpu przez Zeusa za wmieszanie się do jego sprzeczki z Herą). Kolejny raz wspomniana jako miejsce postoju Argonautów w czasie wyprawy po złote runo; tam zastali społeczeństwo samych kobiet (wymordowały z zemsty za zdradę wszystkich mężczyzn). Z ich związków z tymi kobietami pochodzić mieli Minojczycy.
Zgodnie z legendą, na Limnos przebywać miał pozostawiony przez swych greckich towarzyszy z powodu rannej nogi Filoktet, świetny łucznik, sprowadzony przez Greków pod Troję po tym, jak poznali oni przepowiednię pojmanego trojańskiego wieszcza Helenosa głoszącą, że bez Filokteta zdobycie Troi nie będzie możliwe. Historia ta jest podstawą dla tragedii Sofoklesa pod tytułem Filoktet.
Limnos zamieszkana jest obecnie przypuszczalnie przez ludność pochodzącą z Tracji: ze starożytnych przekazów wiadomo o istniejącym tam przed przybyciem Greków matriarchacie i kulcie bogini-matki. Wyspa została podbita przez Persję w VI wieku p.n.e., podporządkowana Ateńczykom, następnie została ona częścią rzymskiej prowincji Achai, następnie włączona do Cesarstwa Bizantyjskiego, a później do Turcji.
Przyłączona do Grecji 8 października 1912, w trakcie walk I wojny bałkańskiej, od razu stała się ważną bazą Greckiej Marynarki Wojennej. W okresie I wojny światowej, wojny grecko-tureckiej 1922 r. i walk z rewolucją rosyjską, wyspa stawała się bazą wojskową o dużym znaczeniu międzynarodowym.
30 października 1918 w porcie Mudros na wyspie Lemnos na pokładzie brytyjskiego okrętu wojennego został podpisany układ rozejmowy kończący działania wojenne I wojny światowej pomiędzy Ententą a Imperium Osmańskim (Turcją).

## Gry komputerowe
Mapa wyspy została wykorzystana w grze komputerowej "Arma III" z 2013 roku, jako wzór dla modelu fikcyjnej wyspy Altis. Podobnie, w tej samej grze wykorzystano mapę leżącej w sąsiedztwie wyspy Ajos Efstratios, na podstawie której stworzono model fikcyjnej wyspy Stratis.